# Obrium fumigatum
Obrium fumigatum es una especie de escarabajo longicornio del género Obrium, categorizada en la tribu Obriini, de la subfamilia Cerambycinae. Fue descrita por Holzschuh en 1995.

## Descripción
Mide 6 mm de longitud.

## Distribución
Se distribuye por China.